# Rhinophylla pumilio
Rhinophylla pumilio (Peters, 1865) è un pipistrello della famiglia dei Fillostomidi diffuso nell'America centrale e meridionale.

## Descrizione

### Dimensioni
Pipistrello di piccole dimensioni, con la lunghezza della testa e del corpo tra 45 e 55 mm, la lunghezza dell'avambraccio tra 33 e 38 mm, la lunghezza del piede tra 9 e 12 mm, la lunghezza delle orecchie tra 13 e 17 mm e un peso fino a 13,5 g.

### Aspetto
Le parti dorsali variano dal bruno-olivastro al bruno-rossastro, mentre le parti ventrali sono bruno-grigiastre. La base dei peli è ovunque biancastra. La foglia nasale è larga e lanceolata. La porzione anteriore è fusa con il labbro superiore. Sul mento è presente una grossa verruca rotonda affiancata da due verruche allungate inclinate. Le orecchie sono relativamente corte, arrotondate, separate tra loro e bruno-rosate. Il trago è corto e largo. Le membrane alari sono nerastre con i metacarpi e le falangi biancastre e attaccate posteriormente alla base dell'alluce. È privo di coda, mentre l'uropatagio è ridotto ad una sottile membrana lungo la parte interna degli arti inferiori e con il margine libero privo di peli. Il calcar è corto circa la metà del piede. Il cariotipo è 2n=34 e 36 FN=64 e 62.

## Biologia

### Comportamento
Costruisce rifugi con grandi foglie arrotolate di alberi dei generi Atalea, Astrocaryon, Philodendron, Rhodospatha, Sterculia, Phenakospermum, Musa e Heliconia. Solitamente forma gruppi composti da un maschio e fino a tre femmine. Le attività iniziano immediatamente dopo il tramonto e durano fino all'alba, con intervalli di inattività.

### Alimentazione
Si nutre di frutta, particolarmente di piante dei generi Vismia, Piper, Solanum, Miconia e Cecropia.

### Riproduzione
Una femmina gravida è stata catturata in Venezuela nel mese di dicembre, in Brasile nel mese di luglio, in Colombia a maggio e luglio e in Perù nei mesi di luglio, agosto, settembre e novembre. Danno alla luce un piccolo alla volta.

## Distribuzione e habitat
Questa specie è diffusa nella Colombia centrale e meridionale, Venezuela meridionale, Guyana, Suriname, Guyana francese, Ecuador, Perù, Bolivia centrale e settentrionale, Brasile settentrionale e centrale.
Vive nelle foreste tropicali sempreverdi e più raramente in quelle decidue fino a 1.400 metri di altitudine. Si trova in prossimità di corsi d'acqua e nei frutteti.

## Conservazione
La IUCN Red List, considerato il vasto areale, classifica R.pumilio come specie a rischio minimo (Least Concern)).